# Chaitra (calendrier hindou)
Pour les articles homonymes, voir Chaitra (homonymie).

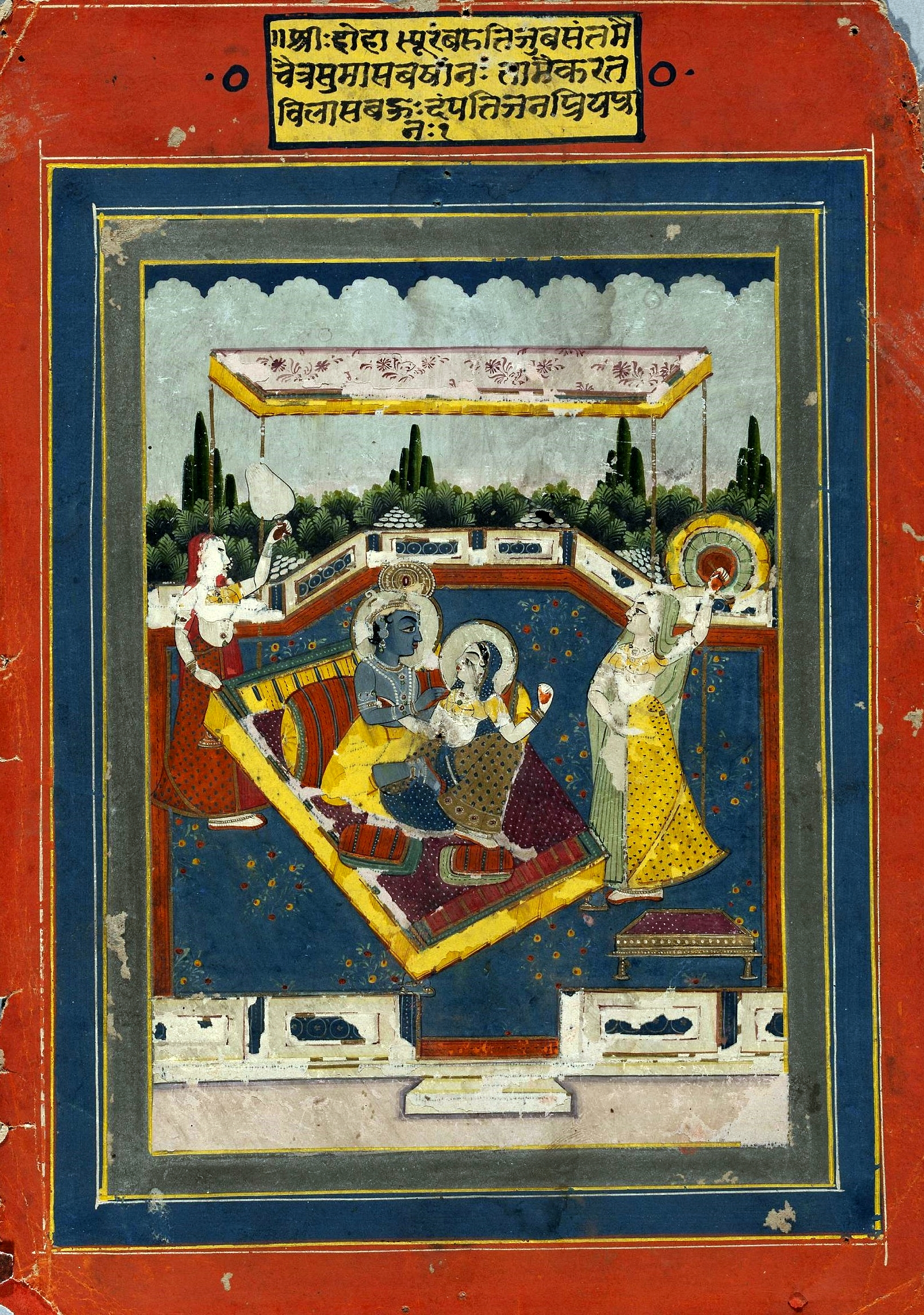
Figuration du mois de Chaitra. Miniature, Jaipur, XVIIIe siècle. Musée national de Varsovie.

Chaitra (sanskrit : चैत्र ; romanisé : Caitra) est un mois du calendrier hindou. Suivant les régions d'Inde, il est le premier ou le dernier du calendrier.

## Chatria dans les différents calendriers
Dans le calendrier hindou standard et le calendrier civil national de l'Inde, Chaitra est le premier mois de l'année. C'est le dernier mois du calendrier bengali, où il s'appelle Choitro. Chaitra ou Chait est également le dernier mois du calendrier népalais (le Vikram Samvat), où il commence à la mi-mars. Chittirai est le premier mois du calendrier tamoul. Dans le calendrier sindhi, ce mois est appelé Chet et il est marqué par la célébration du Cheti Chand (naissance de Jhulelal (en), une incarnation de Vishnou). Dans le calendrier Vaishnava, Vishnou gouverne ce mois. Dans les calendriers religieux solaires, Chaitra commence avec l'entrée du Soleil dans le signe des Poissons.
Dans le calcul plus traditionnel, le premier mois commence en mars ou avril du calendrier grégorien,, selon que l'adhika masa (mois supplémentaire pour l'alignement du calendrier lunaire ou solaire) a été observé dans l'année. Le premier jour de Chaitra est marqué comme Chaitra Navaratri, le nouvel an lunaire hindou.
Fait notable, le calendrier hindou ajoute son jour bissextile au début (et non pas à la fin) de son premier (ou dernier) mois, chaitra.

## Festivals
Le mois de Chaitra est également associé au début du printemps. Holi, la fête hindoue des couleurs du printemps, est célébrée le jour de la pleine lune (Purnima) de Phalguna, le mois précédant Chaitra, exactement six jours après lesquels la forme Chaiti de la fête Chhath est observée.
Dans les calendriers religieux Chandramana (lunaire), Chaitra commence avec la nouvelle lune de mars à avril et constitue le premier mois de l'année. Le festival de neuf jours Chaitra Navratri ou Navadurga (ou « Nava Durga », les « neuf formes de la déesse Durga ») commence à Chaitra Shukla Pratipada. Le premier jour du mois Chaitra est célébré comme le jour du Nouvel An hindou, connu sous le nom de Gudi Padwa dans le Maharashtra, le Puthandu, au Tamil Nadu en Ugadi au Karnataka, Telangana et Andhra Pradesh.
Au Bengale occidental, Basanti Puja, Annapurna Puja, Ram Nabami, Neel Puja et Chorok Puja (aussi connu sous le nom de « Gajon ») ont lieu consécutivement avant le début du Nouvel An bengali à Poila Baishakh.

## Autres noms
- assamais : চ’ত « sot »
- bengali : চৈত্র « choitro »
- gujarati : ચૈત્ર « chaitra »
- hindi + marathi : चैत्र « chaitra »
- kannada : ಚೈತ್ರ « chaitra »
- malayalam : ചൈത്രം « chaitram »
- népalais : चैत « chait »
- odia ଚୈତ୍ର « chaitra »
- pendjabi : ਚੇਤ « cēt »
- rajasthani चेत « chet »
- sindhi : चेट « chet »
- tamoul : சித்திரை « chittirai »
- télougou : చైత్రము « chaitramu »